# Cameron (luchadora)
Ariane Nicole Andrew (3 de noviembre de 1987) es una luchadora profesional, bailarina, modelo y cantante estadounidense, conocida por su paso en la WWE de 2011 a 2016 bajo el nombre de Cameron.
También participó en la temporada de 2011 de Tough Enough, donde fue la primera competidora eliminada. También fue parte del elenco principal del show de telerrealidad Total Divas desde 2013 a 2015.

## Infancia
Andrew se graduó en un Bachillerato, en Artes en la comercialización del negocio y se graduó en Psicología en la Universidad Estatal de California. Se mudó a North Hollywood, California, donde trabajó como terapeuta de la conducta para niños autistas

## Carrera

### World Wrestling Entertainment / WWE

#### Florida Championship Wrestling (2011–2012)
En marzo de 2011, Andrew fue anunciada como uno de los catorce concursantes del concurso WWE Tough Enough, donde se jugaban un puesto en la empresa. Sin embargo, fue la primera eliminada de la competición, ya que el entrenador Steve Austin no vio que tuviera pasión por la industria. Sin embargo, tras ser eliminada, firmó un contrato de desarrollo con la WWE. Hizo su debut en su territorio de desarrollo de ese entonces, la Florida Championship Wrestling, el 7 de julio de 2011 como una anunciadora. Tuvo su primer combate el 9 de julio bajo el nombre de Cameron Lynn, en una batalla real de Divas, sin embargo, fue la primera eliminada. El 9 de octubre en FCW, Lynn empezó a hacer apariciones junto a Naomi Knight y Byron Saxton establecidas como heel, con Saxton y Lynn acompañando a Naomi en su lucha contra Leah West. En las grabaciones del 23 de octubre, se unió a Knight para derrotar al equipo conformado por Caylee Turner y Kaitlyn.

#### 2012-2013

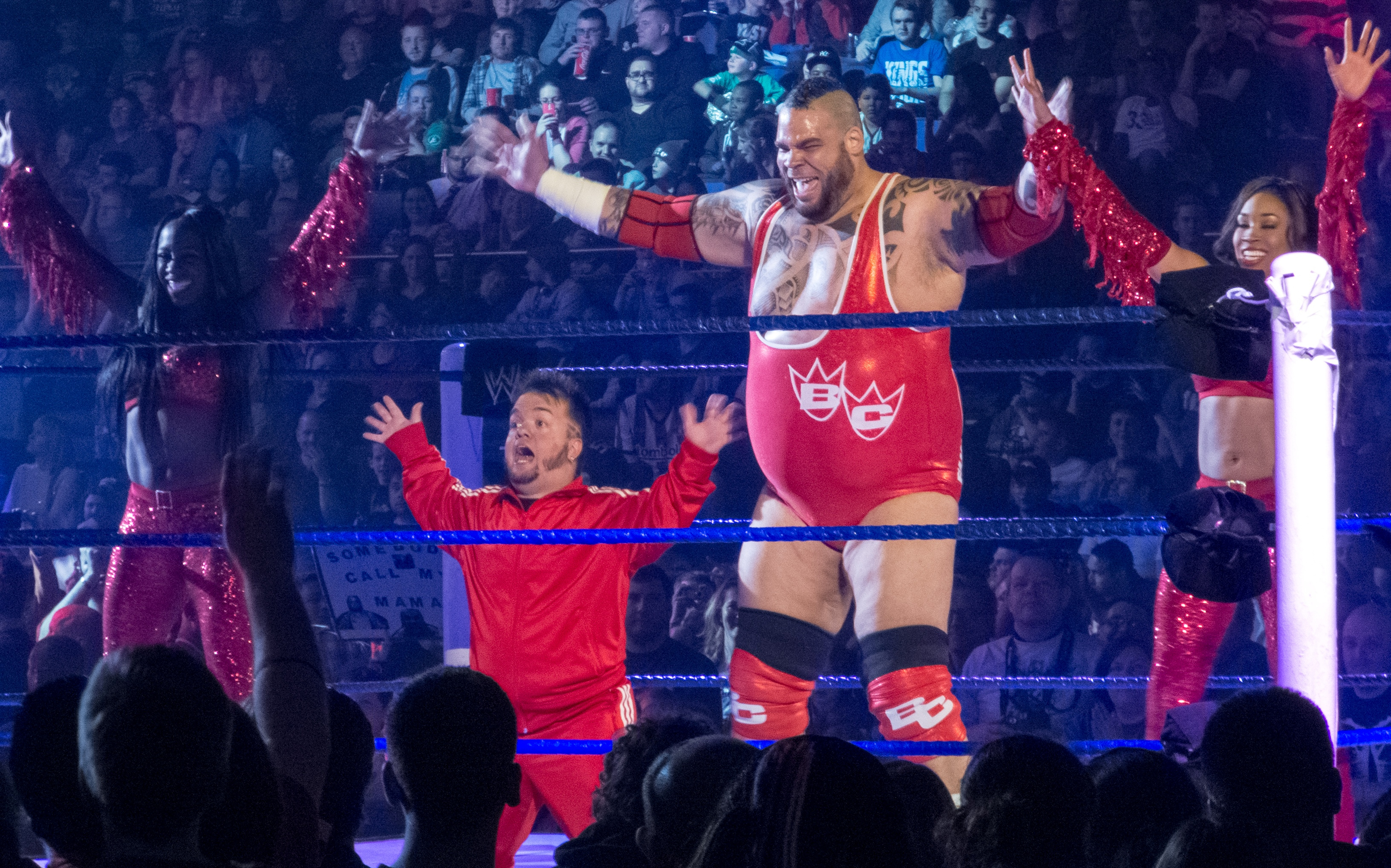
Ariane como Cameron (derecha) junto a Brodus Clay, Naomi y Hornswoggle en abril del 2012.

El 9 de enero del 2012 hizo su debut en la WWE como bailarina de Brodus Clay junto a Naomi. El 3 de septiembre, debido a su arresto por conducir en estado de ebriedad e intentar sobornar a un oficial de policía, fue suspendida por 15 días. Cameron no hizo su debut en el cuadrilátero hasta el 16 de diciembre del 2012, en el Kickoff de TLC, compitiendo por una oportunidad titular ante Eve Torres en una batalla real, sin embargo,  no logró ganar siendo su compañera, Naomi, la que salió victoriosa. A partir del 28 de diciembre, Cameron empezó a formar equipo con Naomi de forma más frecuente, enfrentando en diversas ocasiones a Rosa Mendes, Aksana, Tamina Snuka, Alicia Fox y Natalya en luchas por equipos, ganando la mayoría de los encuentros.
El 15 de marzo del 2013 en el episodio de Smackdown, fueron atacadas por The Bella Twins (Brie Bella y Nikki Bella), quienes acababan de regresar, iniciando un feudo entre ambos equipos. Tras empezar el feudo con las Bella, las cuatro se involucraron en las luchas Brodus Clay y Tensai contra Team Rhodes Scholars (Damien Sandow y Cody Rhodes), tras esto, se pactó una lucha de equipos mixtos en WrestleMania 29 entre Tons of Funk y The Funkadactyls contra Team Rhodes Scholars y The Bella Twins. A pesar de que la rivalidad fue desarrollada por semanas la lucha fue cancelada a última hora por falta de tiempo, llevándose a cabo la noche siguiente en Raw, donde el equipo de Cameron salió victorioso y culminando la rivalidad.
A mediados de 2013 la WWE estrenó el reality show Total Divas, donde fue protagonista junto a las Bellas, Naomi, Natalya y las novatas Eva Marie y JoJo Offerman. El 26 de agosto en Raw, Cameron acompañó a Natalya en su lucha de revancha contra Brie Bella donde salió derrotada, al final del encuentro, la Campeona de Divas, AJ Lee, atacó verbalmente al elenco del show. Aunque años después se reveló que fue totalmente improvisado como un intento de AJ para evitar formar parte del programa el segmento tuvo gran éxito, lo que dio pie a un ángulo tanto en el reality como dentro de la empresa, mismo que duró algunos meses. Las integrantes principales del reality tuvieron varias luchas titulares contra Lee, la rivalidad culminó hasta que el 25 de noviembre en Survivor Series donde Cameron, junto a las demás Total Divas, derrotaron al equipo que AJ Lee reclutó y nombró  Team True Divas (Alicia Fox, Aksana, Summer Rae, Rosa Mendes, Kaitlyn y Tamina). El 15 de diciembre en TLC, Brodus discutió con Tensai y las Funkadactyls durante su combate contra Xavier Woods, haciendo oficial la disolución de la alianza y marcando el inicio de la carrera a tiempo completo en la división femenina tanto de Cameron como de Naomi.

#### 2014
En enero de 2014, las Funkadactlys comenzaron un feudo con AJ Lee y Tamina, sin embargo, Naomi saldría lesionada legítimamente durante una lucha contra Aksana, por lo que Cameron siguió sola en el ángulo. Esto la llevó a su primera lucha titular en Elimination Chamber, donde fue derrotada por Lee, de igual forma en su revancha el 28 de febrero en SmackDown. En WrestleMania XXX, tuvo su tercera oportunidad titular por el Campeonato de Divas en el Vickie Guerrero Invitational donde enfrentó a todas las Divas de la lista principal, sin embargo, no logró ganar.
El 5 de junio en el episodio de Superstars, Cameron empezó a tener malas conductas al iniciar una pequeña rivalidad con la en ese entonces Campeona de Divas, Paige, en un segmento donde la atacó verbalmente y después abofeteo. El 17 de junio en un episodio de Main Event, Cameron atacó a Paige cuando esta trató de darle la mano a Naomi, después de salir derrotada ante ella en una lucha individual. Esto llevó a Cameron y la Campeona de Divas a enfrentarse en partidos individuales por algunas semanas, aunque siempre salió derrotada.
El 30 de junio en Raw, Cameron tuvo un pequeño enfrentamiento con Naomi después de su lucha en equipo, estallando en conflicto el 7 de julio en Raw se vieron envueltas en una pelea, disolviéndose de forma definitiva su alianza y marcando el cambio a heel de Cameron. A raíz de esto, ambas iniciaron una pequeña rivalidad, misma que las llevó a enfrentarse en el Kickoff de Battleground donde logró vencerla. Ambas siguieron enfrentándose por semanas durante septiembre y octubre, saliendo derrotada en todas las ocasiones hasta que el ángulo fue cancelado.
 

En Survivor Series, el Team Fox (Alicia Fox, Natalya, Emma y Naomi) derrotó al Team Paige (Paige, Cameron, Layla y Summer Rae) en una lucha tradicional por eliminación. 

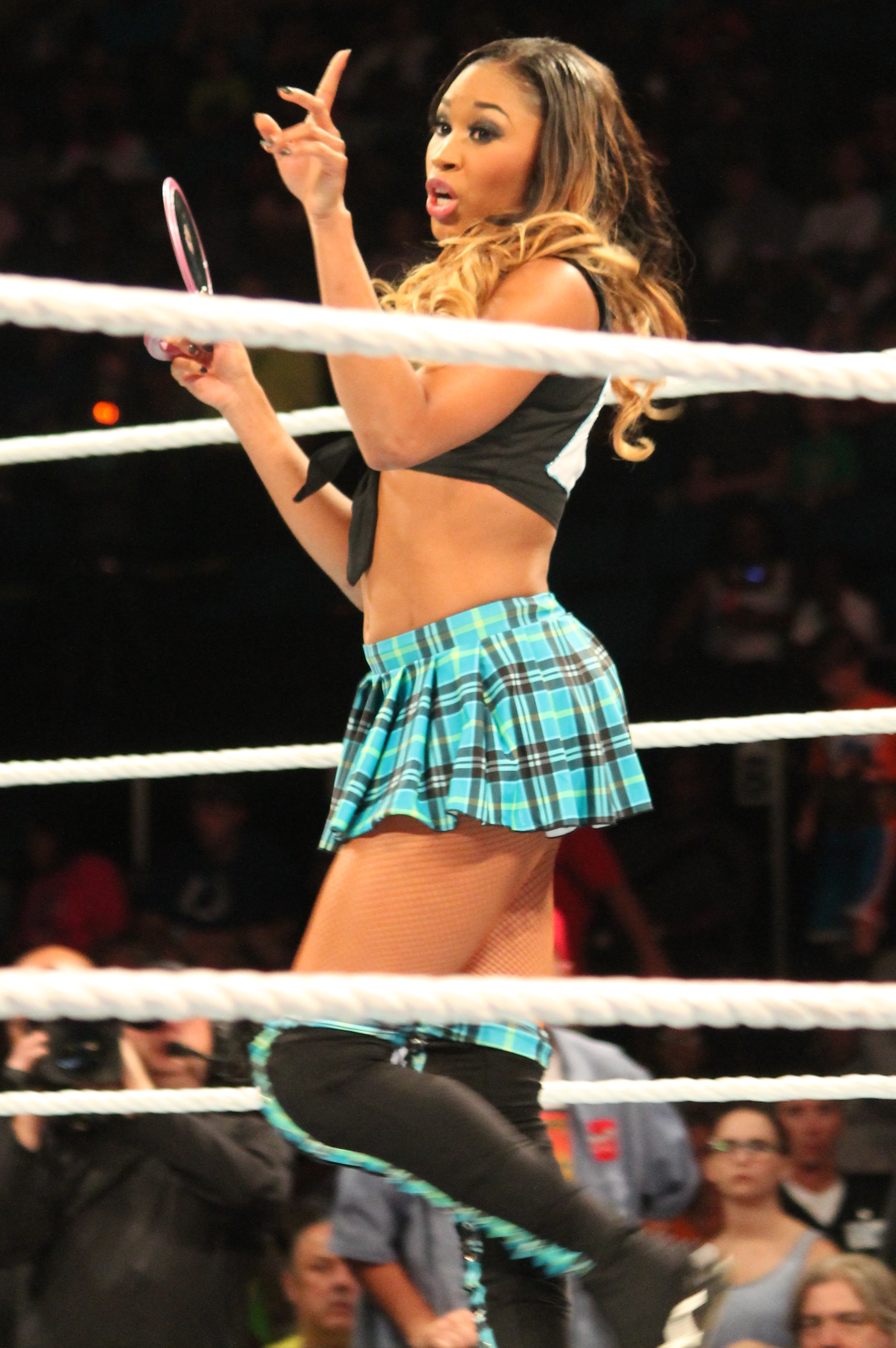
Ariane como Cameron en su faceta individual a finales del 2014.

#### 2015-2016
A partir de ese momento, Cameron participó en algunas luchas sin mucha importancia, saliendo derrotada en todas las ocasiones. Hasta que el 6 de febrero del 2015, empezó a formar equipo de forma regular con Summer Rae, reemplazando a Layla como su compañera y formando una alianza en la que eventualmente también se vio envuelta Eva Marie. Ese mismo día en el episodio de Superstars, derrotaron a Naomi y Emma, marcando su primera victoria en meses. El 9 de abril en SmackDown, fue la árbitro invitada  en el encuentro que Natalya y Alicia Fox disputaban, luego de la lucha, las atacó y aplicó un DDT en cada una, llevándolas a enfrentarse la semana siguiente en una triple amenaza, donde Cameron salió victoriosa empezando de nueva cuenta a hacer apariciones como competidora individual. El 13 de abril en Raw participó en un battle royal por ser la retadora #1 al Campeonato de Divas, pero fue ganado por Paige. El 30 de abril de 2015, llevó a cabo su última lucha como parte del elenco principal, saliendo derrotada por la Campeona de Divas de ese entonces, Nikki Bella, en un combate no titular. 
El 15 de octubre regresó en un evento en vivo, retando a Bayley a una lucha titular por el Campeonato Femenino de NXT, sin embargo, salió derrotada. Más tarde se revelaría que Cameron había sido traspasada por su propia voluntad a NXT. Desde noviembre hasta inicios del 2016, compitió en diversas luchas individuales en NXT, saliendo derrotada por Asuka, Carmella y Alexa Bliss. Finalmente, 6 de mayo de 2016, Ariane Nicole Andrew fue liberada de su contrato con la WWE.

#### 2022
Regresó el 29 de enero de 2022 en Royal Rumble participando en el Women's Royal Rumble Match entrando como #13, pero fue eliminada por Sonya Deville.

### All Elite Wrestling (2020)
Ariane hizo su debut en AEW en el episodio del 29 de julio de AEW Dynamite después de ser anunciada como la compañera de equipo de Nyla Rose en el  AEW Women's Tag Team Cup Tournament, sin embargo fueron eliminadas en la primera ronda por Anna Jay y Tay Conti, al final de la lucha fue atacada por Rose, sin embargo, sería rescatada por Tay.

## Apariciones en otros medios
Ariane ha aparecido en los videojuegos WWE '13 y WWE 2K14 como personaje no jugable, haciendo su debut como personaje jugable hasta WWE 2K15 y WWE SuperCard en 2014, su última aparición en videojuegos de la WWE fue en WWE 2K16. En 2021, se anunció que Andrew formaría parte del videojuego de lucha desarrollado por Virtual Basement, llamado The Wrestling Code.
Antes de entrar a la WWE participó en el reality Show WWE Tough Enough el cual consistía en que el que ganara dicho programa firmaría un contrato con la WWE, pero fue la primera eliminada. Desde 2013 hasta 2015 participó en el reality Show Total Divas como protagonista.
En el 2013 apareció en NBC Today junto con The Bella Twins y Naomi promocionando el reality Total Divas, También fue invitada junto a Natalya y Naomi al programa E! News para promocionar el PPV SummerSlam. En el 2014 participó en el programa The Arsenio Hall Show junto a las demás miembro del Total Divas. En abril de 2014 Ariane fue portada de la revista Rolling Out Magazine. El 22 de febrero de 2015 ella junto a Eva Marie participaron en la alfombra roja de los Premios Óscar.
El 10 de mayo de 2014, Ariane lanzó su primer sencillo titulado "Bye Bye" además de ser la voz de su tema de entrada en la WWE, "Girl Bye!". El 4 de enero de 2015, lanzó su segundo sencillo titulado "Wrong Number".

## Vida personal
Andrew se graduó en un Bachillerato, en Artes en la comercialización del negocio y se graduó en Psicología en la Universidad Estatal de California. Se mudó a North Hollywood, California, donde trabajó como terapeuta de la conducta para niños autistas
El 24 de agosto de 2012, Ariane fue arrestada por conducir bajo los efectos del alcohol en N. Hillsborough County, Florida. Durante su arresto, se negó a someterse a la prueba del alcoholimetro y se identificó como una empleada de Wells Fargo, no como luchadora de la WWE. Más tarde, fue liberada con 500 dólares de fianza.
Andrew es muy cercana a Naomi desde sus inicios en FCW en 2011, sirviéndole de gran apoyo. Después de su despido de la WWE en 2016, confirmó su retiro de la lucha libre para empezar su carrera como actriz, sin embargo, salió del mismo en 2020 formando parte de algunos shows independientes y una lucha por equipos en AEW. Andrew citó a Maryse, Melina y Alicia Fox como sus inspiraciones para entrar al mundo de la lucha libre, en forma de tributo, Andrew basó su personaje en las exluchadoras además de adoptar algunas de sus movidas.

## Campeonatos y logros
- Pro Wrestling Illustrated
  - Situada en el Nº37 en el PWI Female 50 en 2013.[16]
  - Situada en el Nº17 en el PWI Female 50 en 2014[17]

- Wrestling Observer Newsletter
  - Peor lucha del año (2013) con Brie Bella, Eva Marie, Jojo, Naomi, Natalya y Nikki Bella vs. AJ Lee, Aksana, Alicia Fox, Kaitlyn, Rosa Mendes, Summer Rae and Tamina Snuka en noviembre  24[18]